# Pieve di San Clemente

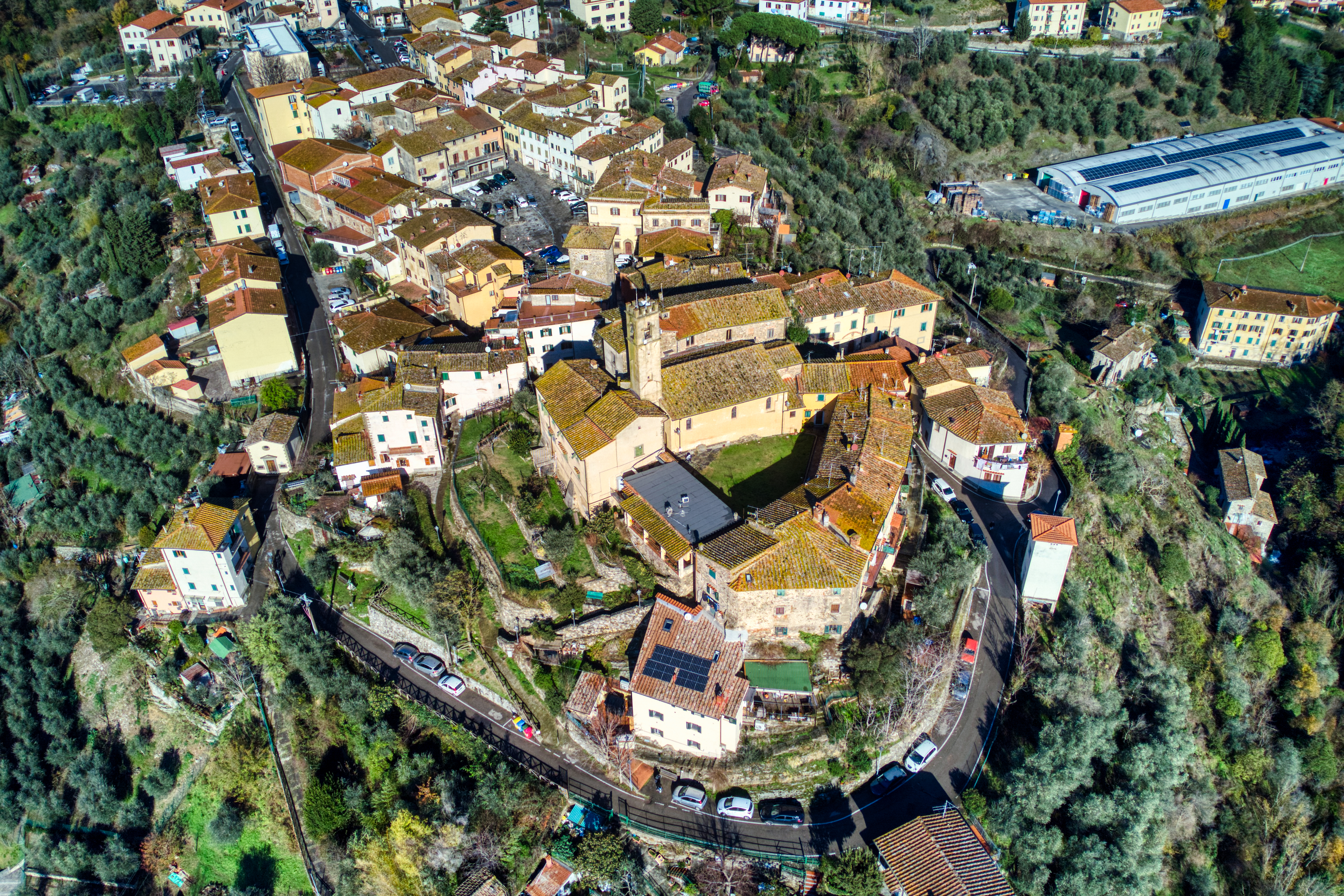
Pieve di San Clemente a Pelago

La pieve di San Clemente si trova nel comune di Pelago, in provincia di Firenze.

## Storia e descrizione
La chiesa, documentata dal XIII secolo, fu elevata alla dignità di pieve nel 1413, ed ebbe il patronato dei Cattani da Diacceto condiviso poi dal XVI secolo con il monastero di Vallombrosa.
Dopo dei primi restauri eseguiti nel XVII secolo, la chiesa fu ristrutturata fra il 1737 e il 1740 ad opera della famiglia Bargiacchi, con l'aggiunta dell'altar maggiore, in marmi policromi, e di tre altari laterali. Un ulteriore intervento si ebbe tra 1823 e 1824, ricordato in un'iscrizione sul portale d'ingresso, conferì alla chiesa il suo aspetto attuale.
L'interno, a tre navate, ospita dal 1994, oltre alle opere pertinenti alla chiesa sopravvissute alle dispersioni, una raccolta di arte sacra comprendente diverse opere d'arte provenienti da chiese abbandonate del territorio parrocchiale. In controfacciata è un fonte battesimale in pietra serena, della fine del Cinquecento o inizi del Seicento, che reca lo stemma dei da Filicaia, ma fu donato dai Bardi Serzelli e posto in tale collocazione nel 1824. Intorno sono due dipinti anonimi settecenteschi, uno rappresentante una Presentazione al Tempio dall'Oratorio del Crocifisso e l'altro una Fuga in Egitto, forse ridipinto all'inizio dell'Ottocento. Sulla parete destra è una Madonna con il Bambino e san Giovannino assegnata alla bottega di Jacopino del Conte, del 1535-40 circa, replica di quella oggi alla Miami University e un importante Crocifisso della prima metà del XIV secolo, dall'oratorio della Madonna dei dolori non più esistente.
All'altare a destra del maggiore è collocata una Madonna del Rosario tra i santi Francesco ed Antonio Abate, pertinente alla chiesa e già sull'altare maggiore, opera di un pittore fiorentino del primo Seicento ispirato, nel gruppo della Madonna col Bambino, a modelli del primo Cinquecento, segnatamente sarteschi. Nel presbiterio è un altare maggiore databile al tardo Seicento o al primo Settecento, di provenienza ignota, e di fronte un paliotto in scagliola, del 1695, proveniente dalla chiesa di San Niccolò a Magnale di un tipo frequente in zona. L'altare a sinistra del maggiore reca una tela con il Miracolo di sant'Antonio da Padova firmata dal pittore montevarchino Mattias Bolognini, non attestato dalle fonti, ma di cultura fiorentina. La tela reca la data 1604 e potrebbe provenire dalla chiesa delle monache agostiniane di Santa Maria del Latte a Montevarchi.
Alla parete sinistra sono altre due importanti opere: la Natività fra i santi Francesco e Girolamo è opera del ghirlandaiesco Sebastiano Mainardi del 1504-1505 circa, proveniente dalla chiesa di San Martino a Pagiano. Il trittico con la Madonna con il Bambino e i santi Giovanni Gualberto, Bartolomeo, Giorgio, San Gervasio ed Antonio Abate è assegnata al pittore fiorentino anonimo, di cultura tardogotica, conosciuto come Maestro di Montefloscoli realizzata per la chiesa di San Giorgio a Ristonchi, poi passata in quella rimasta di Sant'Egidio, e databile tra secondo e terzo decennio del Quattrocento.